# Daniel Waruschan

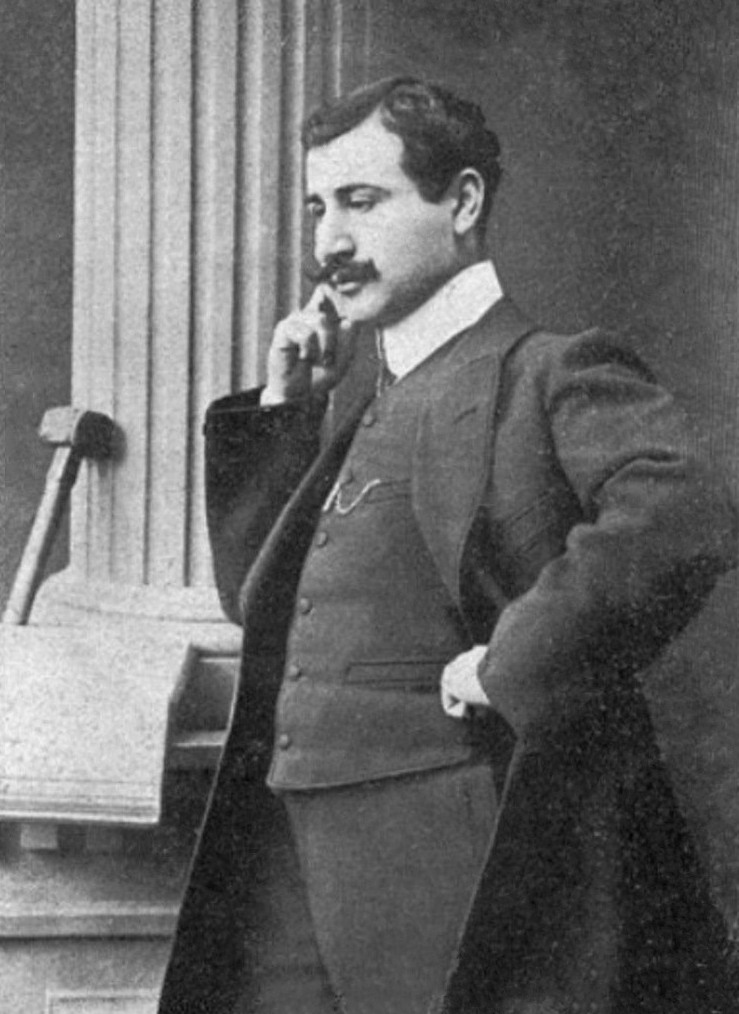
Daniel Waruschan

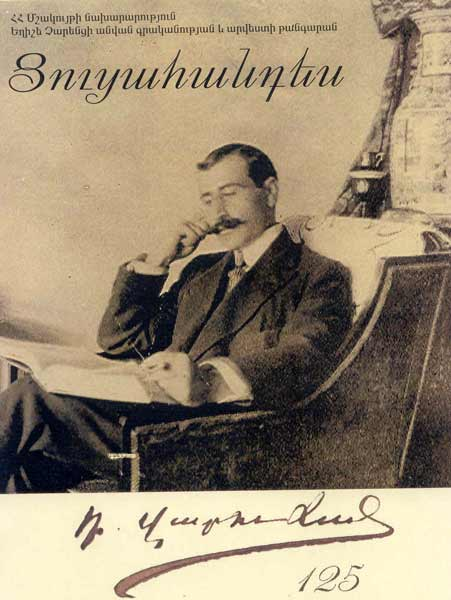
Waruschan vor 1915

Daniel Tschpugkarjan (auf armenisch Դանիէլ Չպուքքեարեան Taniel Tchboukkiarian), genannt Waruschan (Դանիէլ Վարուժան Taniel Varoujan; * 20. April 1884 in Perknik, Sivas, Osmanisches Reich; † (ermordet) wahrscheinlich 24. April 1915 in Çankırı, Vilâyet Kastamonu), war einer der bedeutendsten armenischen Dichter des 20. Jahrhunderts und ein prominentes Opfer des osmanischen Völkermords an den Armeniern.

## Leben
Daniel Tschpugkarjan wurde am 20. April 1884 in Brgnik oder Perknik, wenige Kilometer von Sivas (Sebaste) entfernt, in Zentralanatolien geboren. 1896 wurde er nach Konstantinopel geschickt, wo er die armenisch-katholische Mchitarian-Schule besuchte. Aufgrund seiner Leistungen schickten ihn seine Lehrer an das armenische Gymnasium Murat-Raphaelian in Venedig, das er 1905 abschloss. Er studierte ab dem Jahr 1906 Literatur und Sozialwissenschaften an der Universität Gent in Belgien. Bereits während seines Studiums veröffentlichte er erste Gedichte.
Nach seinem Abschluss kehrte er 1909 in die Türkei zurück. Noch im selben Jahr veröffentlichte er den Gedichtband Zeghin Sirde (Ցեղին սիրտը; „Das Herz der Nation“), dessen Texte auch teilweise in Zeitungen veröffentlicht wurden. Anschließend ging er als Grundschullehrer in seine Heimatprovinz Sivas zurück. 1912 zog er mit seiner Familie erneut nach Istanbul, wo er die Leitung einer armenischen Schule übernahm. In diesem Jahr veröffentlichte er auch sein zweites Hauptwerk: Het'anos Erger (Հեթանոս երգեր, „Heidnische Gesänge“).
Im Jahre 1914 gründete er unter anderem mit Gostan Zarian die literarische Gruppe Mehian (Tempel), die zum Ziel hatte, den armenischen, vorchristlichen und heidnischen Geist wiederzubeleben.
Er wurde am „Roten Sonntag“, dem 24. April 1915, wie etwa 200 andere armenische Intellektuelle einschließlich seiner Dichterkollegen Rupen Sevag und Siamanto, nahe Istanbul von Vertretern der osmanischen Regierung festgenommen und entweder unmittelbar nach der Ankunft im Gefangenenlager Çankırı oder in einer Schlucht auf dem Weg von dort nach Ankara ermordet. Diese Festnahmen und Tötungen leiteten den Völkermord an den Armeniern ein.
Eine Gedenktafel wurde in der Bibliothekshalle der Universität von Gent aufgestellt.

## Hauptwerke
- Sarsurner (Սարսուռներ, „Schauder“), 1906
- Zeghin Sirde (Ցեղին սիրտը; „Das Herz der Nation“), 1909
- Het'anos Erger (Հեթանոս երգեր, „Heidnische Gesänge“), 1912
- Hazin Yerge (Հացին Երգը, „Das Lied vom Brot“), 1921 (postum)